# Listă de sateliți naturali
Sistemul Solar are 176 de sateliți naturali cunoscuți, cu excepția celor care se rotesc în jurul unor corpuri cerești mici. 19 sateliți din Sistemul Solar sunt suficient de mari pentru a atinge echilibrul hidrostatic, și, astfel, ar putea fi considerate planete sau planete pitice dacă acestea s-ar roti în jurul Soarelui.

## Sateliți
Aceasta este o listă a tuturor sateliților planetelor și ai planetelor pitice din Sistemul Solar. Cei 19 sateliți, care sunt suficient de mari pentru a putea atinge echilibrul hidrostatic sunt prezentați cu caractere aldine. Cei mai mari șapte sateliți sunt listați cu caractere aldine și cursive. Perioadă siderală diferă de semiaxa mare, deoarece depinde de masa principală precum și de distanța satelitului față de ea.
| Satelitul Pământului  | Sateliții lui Marte  |
| Sateliții lui Jupiter | Sateliții lui Saturn |
| Sateliții lui Uranus  | Sateliții lui Neptun |
| Sateliții lui Pluton  | Sateliții lui Haumea |
| Satelitul lui Eris    |                      |

| Imagine       | Numeral | Nume        | Raza principală (km) | Semiaxa mare (km) | Perioada siderală (d) (r = retrogradă) | Data descoperirii | Descoperit de                                                                   | Note                              | Ref.                      | Planetă |
| ------------- | ------- | ----------- | -------------------- | ----------------- | -------------------------------------- | ----------------- | ------------------------------------------------------------------------------- | --------------------------------- | ------------------------- | ------- |
|               | I       | Luna        | 1737.10              | 384,399           | 27.321582                              | Preistorie        | —                                                                               | Rotație sincronă                  | [ 1 ]                     | Pământ  |
|               | I       | Phobos      | 11.1 ± 0.15          | 9,380             | 0.319                                  | 1877 (18 August)  | Hall                                                                            |                                   | [ 2 ] [ 3 ] [ 4 ]         | Marte   |
|               | II      | Deimos      | 6.2 ± 0.18           | 23,460            | 1.262                                  | 1877 (12 August)  | Hall                                                                            |                                   | [ 2 ] [ 3 ] [ 4 ]         | Marte   |
|               | I       | Io          | 1818.1 ± 0.1         | 421,800           | 1.769                                  | 1610              | Galileo                                                                         | Main group moon (Galilean)        | [ 4 ] [ 5 ]               | Jupiter |
|               | II      | Europa      | 1560.7 ± 0.7         | 671,100           | 3.551                                  | 1610              | Galileo                                                                         | Main group moon (Galilean)        | [ 4 ] [ 5 ]               | Jupiter |
|               | III     | Ganymede    | 2634.1 ± 0.3         | 1,070,400         | 7.155                                  | 1610              | Galileo                                                                         | Main group moon (Galilean)        | [ 4 ] [ 5 ]               | Jupiter |
|               | IV      | Callisto    | 2408.4 ± 0.3         | 1,882,700         | 16.69                                  | 1610              | Galileo                                                                         | Main group moon (Galilean)        | [ 4 ] [ 5 ]               | Jupiter |
|               | V       | Amalthea    | 83.45 ± 2.4          | 181,400           | 0.498                                  | 1892              | Barnard                                                                         | Inner moon (Amalthea)             | [ 3 ] [ 4 ] [ 6 ]         | Jupiter |
|               | VI      | Himalia     | 85                   | 11,461,000        | 250.56                                 | 1904              | Perrine                                                                         | Prograde irregular (Himalia)      | [ 3 ] [ 4 ] [ 7 ]         | Jupiter |
|               | VII     | Elara       | 43                   | 11,741,000        | 259.64                                 | 1905              | Perrine                                                                         | Prograde irregular (Himalia)      | [ 3 ] [ 4 ] [ 8 ]         | Jupiter |
|               | VIII    | Pasiphaë    | 30                   | 23,624,000        | 743.63 (r)                             | 1908              | Melotte                                                                         | Retrograde irregular (Pasiphaë)   | [ 3 ] [ 4 ] [ 9 ]         | Jupiter |
|               | IX      | Sinope      | 19                   | 23,939,000        | 758.90 (r)                             | 1914              | Nicholson                                                                       | Retrograde irregular (Pasiphaë)   | [ 3 ] [ 4 ] [ 10 ]        | Jupiter |
|               | X       | Lysithea    | 18                   | 11,717,000        | 259.20                                 | 1938              | Nicholson                                                                       | Prograde irregular (Himalia)      | [ 3 ] [ 4 ] [ 11 ]        | Jupiter |
|               | XI      | Carme       | 23                   | 23,404,000        | 734.17 (r)                             | 1938              | Nicholson                                                                       | Retrograde irregular (Carme)      | [ 3 ] [ 4 ] [ 11 ]        | Jupiter |
|               | XII     | Ananke      | 14                   | 21,276,000        | 629.77 (r)                             | 1951              | Nicholson                                                                       | Retrograde irregular (Ananke)     | [ 3 ] [ 4 ] [ 12 ]        | Jupiter |
|               | XIII    | Leda        | 10                   | 11,165,000        | 240.92                                 | 1974              | Kowal                                                                           | Prograde irregular (Himalia)      | [ 3 ] [ 4 ] [ 13 ]        | Jupiter |
|               | XIV     | Thebe       | 49.3 ± 2.0           | 221,900           | 0.675                                  | 1979              | Synnott (Voyager 1)                                                             | Inner moon (Amalthea)             | [ 3 ] [ 4 ] [ 14 ]        | Jupiter |
|               | XV      | Adrastea    | 8.2 ± 2.0            | 129,000           | 0.298                                  | 1979              | Jewitt, Danielson (Voyager 1)                                                   | Inner moon (Amalthea)             | [ 3 ] [ 4 ] [ 15 ]        | Jupiter |
|               | XVI     | Metis       | 21.5 ± 2.0           | 128,000           | 0.295                                  | 1979              | Synnott (Voyager 1)                                                             | Inner moon (Amalthea)             | [ 3 ] [ 4 ] [ 16 ]        | Jupiter |
|               | XVII    | Callirrhoe  | 4.3                  | 24,103,000        | 758.77 (r)                             | 2000              | Scotti, Spahr, McMillan, Larsen, Montani, Gleason, Gehrels                      | Retrograde irregular (Pasiphaë)   | [ 3 ] [ 4 ] [ 17 ]        | Jupiter |
|               | XVIII   | Themisto    | 4.0                  | 7,284,000         | 130.02                                 | 1975/2000         | Kowal and Roemer (original); Sheppard, Jewitt, Fernández, Magnier (rediscovery) | Prograde irregular (Themisto)     | [ 3 ] [ 4 ] [ 18 ] [ 19 ] | Jupiter |
|               | XIX     | Megaclite   | 2.7                  | 23,493,000        | 752.86 (r)                             | 2000              | Sheppard, Jewitt, Fernández, Magnier, Dahm, Evans                               | Retrograde irregular (Pasiphaë)   | [ 3 ] [ 4 ] [ 20 ]        | Jupiter |
|               | XX      | Taygete     | 2.5                  | 23,280,000        | 732.41 (r)                             | 2000              | Sheppard, Jewitt, Fernández, Magnier, Dahm, Evans                               | Retrograde irregular (Carme)      | [ 3 ] [ 4 ] [ 20 ]        | Jupiter |
|               | XXI     | Chaldene    | 1.9                  | 23,100,000        | 723.72 (r)                             | 2000              | Sheppard, Jewitt, Fernández, Magnier, Dahm, Evans                               | Retrograde irregular (Carme)      | [ 3 ] [ 4 ] [ 20 ]        | Jupiter |
|               | XXII    | Harpalyke   | 2.2                  | 20,858,000        | 623.32 (r)                             | 2000              | Sheppard, Jewitt, Fernández, Magnier, Dahm, Evans                               | Retrograde irregular (Ananke)     | [ 3 ] [ 4 ] [ 20 ]        | Jupiter |
|               | XXIII   | Kalyke      | 2.6                  | 23,483,000        | 742.06 (r)                             | 2000              | Sheppard, Jewitt, Fernández, Magnier, Dahm, Evans                               | Retrograde irregular (Carme)      | [ 3 ] [ 4 ] [ 20 ]        | Jupiter |
|               | XXIV    | Iocaste     | 2.6                  | 21,060,000        | 631.60 (r)                             | 2000              | Sheppard, Jewitt, Fernández, Magnier, Dahm, Evans                               | Retrograde irregular (Ananke)     | [ 3 ] [ 4 ] [ 20 ]        | Jupiter |
|               | XXV     | Erinome     | 1.6                  | 23,196,000        | 728.46 (r)                             | 2000              | Sheppard, Jewitt, Fernández, Magnier, Dahm, Evans                               | Retrograde irregular (Carme)      | [ 3 ] [ 4 ] [ 20 ]        | Jupiter |
|               | XXVI    | Isonoe      | 1.9                  | 23,155,000        | 726.23 (r)                             | 2000              | Sheppard, Jewitt, Fernández, Magnier, Dahm, Evans                               | Retrograde irregular (Carme)      | [ 3 ] [ 4 ] [ 20 ]        | Jupiter |
|               | XXVII   | Praxidike   | 3.4                  | 20,908,000        | 625.39 (r)                             | 2000              | Sheppard, Jewitt, Fernández, Magnier, Dahm, Evans                               | Retrograde irregular (Ananke)     | [ 3 ] [ 4 ] [ 20 ]        | Jupiter |
|               | XXVIII  | Autonoe     | 2.0                  | 24,046,000        | 760.95 (r)                             | 2001              | Sheppard, Jewitt, Kleyna                                                        | Retrograde irregular (Pasiphaë)   | [ 3 ] [ 4 ] [ 21 ]        | Jupiter |
|               | XXIX    | Thyone      | 2.0                  | 20,939,000        | 627.21 (r)                             | 2001              | Sheppard, Jewitt, Kleyna                                                        | Retrograde irregular (Ananke)     | [ 3 ] [ 4 ] [ 21 ]        | Jupiter |
|               | XXX     | Hermippe    | 2.0                  | 21,131,000        | 633.9 (r)                              | 2001              | Sheppard, Jewitt, Kleyna                                                        | Retrograde irregular (Ananke?)    | [ 3 ] [ 4 ] [ 21 ]        | Jupiter |
|               | XXXI    | Aitne       | 1.5                  | 23,229,000        | 730.18 (r)                             | 2001              | Sheppard, Jewitt, Kleyna                                                        | Retrograde irregular (Carme)      | [ 3 ] [ 4 ] [ 21 ]        | Jupiter |
|               | XXXII   | Eurydome    | 1.5                  | 22,865,000        | 717.33 (r)                             | 2001              | Sheppard, Jewitt, Kleyna                                                        | Retrograde irregular (Pasiphaë?)  | [ 3 ] [ 4 ] [ 21 ]        | Jupiter |
|               | XXXIII  | Euanthe     | 1.5                  | 20,797,000        | 620.49 (r)                             | 2001              | Sheppard, Jewitt, Kleyna                                                        | Retrograde irregular (Ananke)     | [ 3 ] [ 4 ] [ 21 ]        | Jupiter |
|               | XXXIV   | Euporie     | 1.0                  | 19,304,000        | 550.74 (r)                             | 2001              | Sheppard, Jewitt, Kleyna                                                        | Retrograde irregular (Ananke)     | [ 3 ] [ 4 ] [ 21 ]        | Jupiter |
|               | XXXV    | Orthosie    | 1.0                  | 20,720,000        | 622.56 (r)                             | 2001              | Sheppard, Jewitt, Kleyna                                                        | Retrograde irregular (Ananke)     | [ 3 ] [ 4 ] [ 21 ]        | Jupiter |
|               | XXXVI   | Sponde      | 1.0                  | 23,487,000        | 748.34 (r)                             | 2001              | Sheppard, Jewitt, Kleyna                                                        | Retrograde irregular (Pasiphaë)   | [ 3 ] [ 4 ] [ 21 ]        | Jupiter |
|               | XXXVII  | Kale        | 1.0                  | 23,217,000        | 729.47 (r)                             | 2001              | Sheppard, Jewitt, Kleyna                                                        | Retrograde irregular (Carme)      | [ 3 ] [ 4 ] [ 21 ]        | Jupiter |
|               | XXXVIII | Pasithee    | 1.0                  | 23,004,000        | 719.44 (r)                             | 2001              | Sheppard, Jewitt, Kleyna                                                        | Retrograde irregular (Carme)      | [ 3 ] [ 4 ] [ 21 ]        | Jupiter |
|               | XXXIX   | Hegemone    | 1.5                  | 23,577,000        | 739.88 (r)                             | 2003              | Sheppard, Jewitt, Kleyna, Fernández                                             | Retrograde irregular (Pasiphaë)   | [ 3 ] [ 4 ]               | Jupiter |
|               | XL      | Mneme       | 1.0                  | 21,035,000        | 620.04 (r)                             | 2003              | Gladman, Allen                                                                  | Retrograde irregular (Ananke)     | [ 3 ] [ 4 ]               | Jupiter |
|               | XLI     | Aoede       | 2.0                  | 23,980,000        | 761.50 (r)                             | 2003              | Sheppard, Jewitt, Kleyna, Fernández, Hsieh                                      | Retrograde irregular (Pasiphaë)   | [ 3 ] [ 4 ]               | Jupiter |
|               | XLII    | Thelxinoe   | 1.0                  | 21,164,000        | 628.09 (r)                             | 2003              | Sheppard, Jewitt, Kleyna, Gladman, Kavelaars, Petit, Allen                      | Retrograde irregular (Ananke)     | [ 3 ] [ 4 ]               | Jupiter |
|               | XLIII   | Arche       | 1.5                  | 23,355,000        | 731.95 (r)                             | 2002              | Sheppard, Meech, Hsieh, Tholen, Tonry                                           | Retrograde irregular (Carme)      | [ 3 ] [ 4 ] [ 21 ]        | Jupiter |
|               | XLIV    | Kallichore  | 1.0                  | 23,288,000        | 728.73 (r)                             | 2003              | Sheppard, Jewitt, Kleyna, Fernández                                             | Retrograde irregular (Carme?)     | [ 3 ] [ 4 ]               | Jupiter |
|               | XLV     | Helike      | 2.0                  | 21,069,000        | 626.32 (r)                             | 2003              | Sheppard, Jewitt, Kleyna, Fernández, Hsieh                                      | Retrograde irregular (Ananke)     | [ 3 ] [ 4 ]               | Jupiter |
|               | XLVI    | Carpo       | 1.5                  | 17,058,000        | 456.30                                 | 2003              | Sheppard, Gladman, Kavelaars, Petit, Allen, Jewitt, Kleyna                      | Prograde irregular (Carpo)        | [ 3 ] [ 4 ]               | Jupiter |
|               | XLVII   | Eukelade    | 2.0                  | 23,328,000        | 730.47 (r)                             | 2003              | Sheppard, Jewitt, Kleyna, Fernández, Hsieh                                      | Retrograde irregular (Carme)      | [ 3 ] [ 4 ]               | Jupiter |
|               | XLVIII  | Cyllene     | 1.0                  | 23,809,000        | 752 (r)                                | 2003              | Sheppard, Jewitt, Kleyna                                                        | Retrograde irregular (Pasiphaë)   | [ 3 ] [ 4 ]               | Jupiter |
|               | XLIX    | Kore        | 1.0                  | 24,543,000        | 779.17 (r)                             | 2003              | Sheppard, Jewitt, Kleyna                                                        | Retrograde irregular (Pasiphaë)   | [ 3 ] [ 4 ]               | Jupiter |
|               | L       | Herse       | 1.0                  | 22,983,000        | 714.51 (r)                             | 2003              | Gladman, Sheppard, Jewitt, Kleyna, Kavelaars, Petit, Allen                      | Retrograde irregular (Carme)      | [ 3 ] [ 4 ]               | Jupiter |
|               | —       | S/2003 J 2  | 1.0                  | 28,455,000        | 981.55 (r)                             | 2003              | Sheppard, Jewitt, Kleyna, Fernández, Hsieh                                      | Retrograde irregular              | [ 3 ] [ 4 ]               | Jupiter |
|               | —       | S/2003 J 3  | 1.0                  | 20,224,000        | 583.88 (r)                             | 2003              | Sheppard, Jewitt, Kleyna, Fernández, Hsieh                                      | Retrograde irregular (Ananke)     | [ 3 ] [ 4 ]               | Jupiter |
|               | —       | S/2003 J 4  | 1.0                  | 23,933,000        | 755.26 (r)                             | 2003              | Sheppard, Jewitt, Kleyna, Fernández, Hsieh                                      | Retrograde irregular (Pasiphaë)   | [ 3 ] [ 4 ]               | Jupiter |
|               | —       | S/2003 J 5  | 2.0                  | 23,498,000        | 738.74 (r)                             | 2003              | Sheppard, Jewitt, Kleyna, Fernández, Hsieh                                      | Retrograde irregular (Carme)      | [ 3 ] [ 4 ]               | Jupiter |
|               | —       | S/2003 J 9  | 0.5                  | 23,388,000        | 733.30 (r)                             | 2003              | Sheppard, Jewitt, Kleyna, Fernández                                             | Retrograde irregular (Carme)      | [ 3 ] [ 4 ]               | Jupiter |
|               | —       | S/2003 J 10 | 1.0                  | 23,044,000        | 716.25 (r)                             | 2003              | Sheppard, Jewitt, Kleyna, Fernández                                             | Retrograde irregular (Pasiphaë?)  | [ 3 ] [ 4 ]               | Jupiter |
|               | —       | S/2003 J 12 | 0.5                  | 17,833,000        | 489.72 (r)                             | 2003              | Sheppard, Jewitt, Kleyna, Fernández                                             | Retrograde irregular (Ananke)     | [ 3 ] [ 4 ]               | Jupiter |
|               | —       | S/2003 J 15 | 1.0                  | 22,630,000        | 689.77 (r)                             | 2003              | Sheppard, Jewitt, Kleyna, Fernández                                             | Retrograde irregular (Ananke?)    | [ 3 ] [ 4 ]               | Jupiter |
|               | —       | S/2003 J 16 | 1.0                  | 20,956,000        | 616.33 (r)                             | 2003              | Gladman, Sheppard, Jewitt, Kleyna, Kavelaars, Petit, Allen                      | Retrograde irregular (Ananke)     | [ 3 ] [ 4 ]               | Jupiter |
|               | —       | S/2003 J 18 | 1.0                  | 20,426,000        | 596.58 (r)                             | 2003              | Gladman, Sheppard, Jewitt, Kleyna, Kavelaars, Petit, Allen                      | Retrograde irregular (Ananke)     | [ 3 ] [ 4 ]               | Jupiter |
|               | —       | S/2003 J 19 | 1.0                  | 23,535,000        | 740.43 (r)                             | 2003              | Gladman, Sheppard, Jewitt, Kleyna, Kavelaars, Petit, Allen                      | Retrograde irregular (Carme)      | [ 3 ] [ 4 ]               | Jupiter |
|               | —       | S/2003 J 23 | 1.0                  | 23,566,000        | 732.45 (r)                             | 2004              | Sheppard, Jewitt, Kleyna, Fernández                                             | Retrograde irregular (Pasiphaë)   | [ 3 ] [ 4 ]               | Jupiter |
|               | —       | S/2010 J 1  | 1.0                  | 23,314,335        | 723.2 (r)                              | 2010              | Jacobson, Brozovic, Gladman, Alexandersen                                       | Retrograde irregular (Pasiphaë?)  | [ 22 ]                    | Jupiter |
|               | —       | S/2010 J 2  | 0.5                  | 20,307,150        | 588.1 (r)                              | 2010              | Veillet                                                                         | Retrograde irregular (Ananke?)    | [ 22 ]                    | Jupiter |
|               | —       | S/2011 J 1  | 0.5                  | 20,155,290        | 580.7 (r)                              | 2011              | Sheppard                                                                        | Retrograde irregular              | [ 22 ]                    | Jupiter |
|               | —       | S/2011 J 2  | 0.5                  | 23,329,710        | 726.8 (r)                              | 2011              | Sheppard                                                                        | Retrograde irregular (Pasiphaë?)  | [ 22 ]                    | Jupiter |
|               | I       | Mimas       | 198.8 ± 1.5          | 185,540           | 0.942                                  | 1789              | Herschel                                                                        | Main group moon                   | [ 3 ] [ 4 ]               | Saturn  |
|               | II      | Enceladus   | 252.3 ± 0.6          | 238,040           | 1.370                                  | 1789              | Herschel                                                                        | Main group moon                   | [ 3 ] [ 4 ]               | Saturn  |
|               | III     | Tethys      | 536.3 ± 1.5          | 294,670           | 1.888                                  | 1684              | Cassini                                                                         | Main group moon (Sidera Lodoicea) | [ 3 ] [ 4 ]               | Saturn  |
|               | IV      | Dione       | 562.5 ± 1.5          | 377,420           | 2.737                                  | 1684              | Cassini                                                                         | Main group moon (Sidera Lodoicea) | [ 3 ] [ 4 ]               | Saturn  |
|               | V       | Rhea        | 764.5 ± 2.0          | 527,070           | 4.518                                  | 1672              | Cassini                                                                         | Main group moon (Sidera Lodoicea) | [ 3 ] [ 4 ]               | Saturn  |
|               | VI      | Titan       | 2575.5 ± 2.0         | 1,221,870         | 15.95                                  | 1655              | Huygens                                                                         | Main group moon                   | [ 3 ] [ 4 ]               | Saturn  |
|               | VII     | Hyperion    | 133.0 ± 8.0          | 1,500,880         | 21.28                                  | 1848              | W.Bond, G. Bond, and Lassell                                                    | Main group moon                   | [ 3 ] [ 4 ]               | Saturn  |
|               | VIII    | Iapetus     | 734.5 ± 4.0          | 3,560,840         | 79.33                                  | 1671              | Cassini                                                                         | Main group moon (Sidera Lodoicea) | [ 3 ] [ 4 ]               | Saturn  |
|               | IX      | Phoebe      | 106.6 ± 1.1          | 12,947,780        | 550.31 (r)                             | 1899              | Pickering                                                                       | Retrograde irregular (Norse)      | [ 3 ] [ 4 ]               | Saturn  |
|               | X       | Janus       | 90.4 ± 3.0           | 151,460           | 0.695                                  | 1966              | Dollfus; Voyager 1                                                              | Inner moon (co-orbital)           | [ 3 ] [ 4 ]               | Saturn  |
|               | XI      | Epimetheus  | 58.3 ± 3.1           | 151,410           | 0.694                                  | 1980              | Walker; Voyager 1                                                               | Inner moon (co-orbital)           | [ 3 ] [ 4 ]               | Saturn  |
|               | XII     | Helene      | 16 ± 4               | 377,420           | 2.737                                  | 1980              | Laques, Lecacheux                                                               | Main group trojan                 | [ 3 ] [ 4 ]               | Saturn  |
|               | XIII    | Telesto     | 12 ± 3               | 294,710           | 1.888                                  | 1980              | Smith, Reitsema, Larson, Fountain (Voyager 1)                                   | Main group trojan                 | [ 3 ] [ 4 ]               | Saturn  |
|               | XIV     | Calypso     | 9.5 ± 1.5            | 294,710           | 1.888                                  | 1980              | Pascu, Seidelmann, Baum, Currie                                                 | Main group trojan                 | [ 3 ] [ 4 ]               | Saturn  |
|               | XV      | Atlas       | 15.3 ± 1.2           | 137,670           | 0.602                                  | 1980              | Terrile (Voyager 1)                                                             | Inner moon (shepherd)             | [ 3 ] [ 4 ]               | Saturn  |
|               | XVI     | Prometheus  | 46.8 ± 5.6           | 139,380           | 0.613                                  | 1980              | Collins (Voyager 1)                                                             | Inner moon (shepherd)             | [ 3 ] [ 4 ]               | Saturn  |
|               | XVII    | Pandora     | 40.6 ± 4.5           | 141,720           | 0.629                                  | 1980              | Collins (Voyager 1)                                                             | Inner moon (shepherd)             | [ 3 ] [ 4 ]               | Saturn  |
|               | XVIII   | Pan         | 12.8                 | 133,580           | 0.575                                  | 1990              | Showalter (Voyager 2)                                                           | Inner moon (shepherd)             | [ 3 ] [ 4 ]               | Saturn  |
|               | XIX     | Ymir        | 9                    | 23,040,000        | 1,315.14 (r)                           | 2000              | Gladman                                                                         | Retrograde irregular (Norse)      | [ 3 ] [ 4 ]               | Saturn  |
|               | XX      | Paaliaq     | 11                   | 15,200,000        | 686.95                                 | 2000              | Gladman                                                                         | Prograde irregular (Inuit)        | [ 3 ] [ 4 ]               | Saturn  |
|               | XXI     | Tarvos      | 7.5                  | 17,983,000        | 926.23                                 | 2000              | Gladman, Kavelaars                                                              | Prograde irregular (Gallic)       | [ 3 ] [ 4 ]               | Saturn  |
|               | XXII    | Ijiraq      | 6                    | 11,124,000        | 451.42                                 | 2000              | Gladman, Kavelaars                                                              | Prograde irregular (Inuit)        | [ 3 ] [ 4 ]               | Saturn  |
|               | XXIII   | Suttungr    | 3.5                  | 19,459,000        | 1,016.67 (r)                           | 2000              | Gladman, Kavelaars                                                              | Retrograde irregular (Norse)      | [ 3 ] [ 4 ]               | Saturn  |
|               | XXIV    | Kiviuq      | 8                    | 11,110,000        | 449.22                                 | 2000              | Gladman                                                                         | Prograde irregular (Inuit)        | [ 3 ] [ 4 ]               | Saturn  |
|               | XXV     | Mundilfari  | 3.5                  | 18,628,000        | 952.77 (r)                             | 2000              | Gladman, Kavelaars                                                              | Retrograde irregular (Norse)      | [ 3 ] [ 4 ]               | Saturn  |
|               | XXVI    | Albiorix    | 16                   | 16,182,000        | 783.45                                 | 2000              | Holman, Spahr                                                                   | Prograde irregular (Gallic)       | [ 3 ] [ 4 ]               | Saturn  |
|               | XXVII   | Skathi      | 4                    | 15,540,000        | 728.20 (r)                             | 2000              | Gladman, Kavelaars                                                              | Retrograde irregular (Norse)      | [ 3 ] [ 4 ]               | Saturn  |
|               | XXVIII  | Erriapus    | 5                    | 17,343,000        | 871.19                                 | 2000              | Gladman, Kavelaars                                                              | Prograde irregular (Gallic)       | [ 3 ] [ 4 ]               | Saturn  |
|               | XXIX    | Siarnaq     | 20                   | 17,531,000        | 895.53                                 | 2000              | Gladman, Kavelaars                                                              | Prograde irregular (Inuit)        | [ 3 ] [ 4 ]               | Saturn  |
|               | XXX     | Thrymr      | 3.5                  | 20,314,000        | 1,094.11 (r)                           | 2000              | Gladman, Kavelaars                                                              | Retrograde irregular (Norse)      | [ 3 ] [ 4 ]               | Saturn  |
|               | XXXI    | Narvi       | 3.5                  | 19,007,000        | 1,003.86 (r)                           | 2003              | Sheppard, Jewitt, Kleyna                                                        | Retrograde irregular (Norse)      | [ 3 ] [ 4 ]               | Saturn  |
|               | XXXII   | Methone     | 1.5                  | 194,440           | 1.010                                  | 2004              | Porco, Charnoz, Brahic, Dones (Cassini–Huygens)                                 | Alkyonide moon                    | [ 4 ]                     | Saturn  |
|               | XXXIII  | Pallene     | 2                    | 212,280           | 1.154                                  | 2004              | Gordon, Murray, Beurle, et al. (Cassini–Huygens)                                | Alkyonide moon                    | [ 4 ]                     | Saturn  |
|               | XXXIV   | Polydeuces  | 1.25                 | 377,200           | 2.737                                  | 2004              | Porco et al. (Cassini–Huygens)                                                  | Main group trojan                 | [ 4 ]                     | Saturn  |
|               | XXXV    | Daphnis     | 3–4                  | 136,500           | 0.594                                  | 2005              | Porco et al. (Cassini–Huygens)                                                  | Inner moon (shepherd)             | [ 4 ]                     | Saturn  |
|               | XXXVI   | Aegir       | 3                    | 20,751,000        | 1,117.52 (r)                           | 2004              | Sheppard, Jewitt, Kleyna, Marsden                                               | Retrograde irregular (Norse)      | [ 3 ] [ 4 ]               | Saturn  |
|               | XXXVII  | Bebhionn    | 3                    | 17,119,000        | 834.84                                 | 2004              | Sheppard, Jewitt, Kleyna, Marsden                                               | Prograde irregular (Gallic)       | [ 3 ] [ 4 ]               | Saturn  |
|               | XXXVIII | Bergelmir   | 3                    | 19,336,000        | 1,005.74 (r)                           | 2004              | Sheppard, Jewitt, Kleyna, Marsden                                               | Retrograde irregular (Norse)      | [ 3 ] [ 4 ]               | Saturn  |
|               | XXXIX   | Bestla      | 3.5                  | 20,192,000        | 1,088.72 (r)                           | 2004              | Sheppard, Jewitt, Kleyna, Marsden                                               | Retrograde irregular (Norse)      | [ 3 ] [ 4 ]               | Saturn  |
|               | XL      | Farbauti    | 2.5                  | 20,377,000        | 1,085.55 (r)                           | 2004              | Sheppard, Jewitt, Kleyna, Marsden                                               | Retrograde irregular (Norse)      | [ 3 ] [ 4 ]               | Saturn  |
|               | XLI     | Fenrir      | 2                    | 22,454,000        | 1,260.35 (r)                           | 2004              | Sheppard, Jewitt, Kleyna, Marsden                                               | Retrograde irregular (Norse)      | [ 3 ] [ 4 ]               | Saturn  |
|               | XLII    | Fornjot     | 3                    | 25,146,000        | 1,494.2 (r)                            | 2004              | Sheppard, Jewitt, Kleyna, Marsden                                               | Retrograde irregular (Norse)      | [ 3 ] [ 4 ]               | Saturn  |
|               | XLIII   | Hati        | 3                    | 19,846,000        | 1,038.61 (r)                           | 2004              | Sheppard, Jewitt, Kleyna, Marsden                                               | Retrograde irregular (Norse)      | [ 3 ] [ 4 ]               | Saturn  |
|               | XLIV    | Hyrrokkin   | 4                    | 18,437,000        | 931.86 (r)                             | 2006              | Sheppard, Jewitt, Kleyna                                                        | Retrograde irregular (Norse)      | [ 4 ]                     | Saturn  |
|               | XLV     | Kari        | 3.5                  | 22,089,000        | 1,230.97 (r)                           | 2006              | Sheppard, Jewitt, Kleyna                                                        | Retrograde irregular (Norse)      | [ 4 ]                     | Saturn  |
|               | XLVI    | Loge        | 3                    | 23,058,000        | 1,311.36 (r)                           | 2006              | Sheppard, Jewitt, Kleyna                                                        | Retrograde irregular (Norse)      | [ 4 ]                     | Saturn  |
|               | XLVII   | Skoll       | 3                    | 17,665,000        | 878.29 (r)                             | 2006              | Sheppard, Jewitt, Kleyna                                                        | Retrograde irregular (Norse)      | [ 4 ]                     | Saturn  |
|               | XLVIII  | Surtur      | 3                    | 22,704,000        | 1,297.36 (r)                           | 2006              | Sheppard, Jewitt, Kleyna                                                        | Retrograde irregular (Norse)      | [ 4 ]                     | Saturn  |
|               | XLIX    | Anthe       | 1                    | 197,700           | 1.0365                                 | 2007              | Porco et al. (Cassini–Huygens)                                                  | Alkyonide moon                    | [ 23 ]                    | Saturn  |
|               | L       | Jarnsaxa    | 3                    | 18,811,000        | 964.74 (r)                             | 2006              | Sheppard, Jewitt, Kleyna                                                        | Retrograde irregular (Norse)      | [ 4 ]                     | Saturn  |
|               | LI      | Greip       | 3                    | 18,206,000        | 921.19 (r)                             | 2006              | Sheppard, Jewitt, Kleyna                                                        | Retrograde irregular (Norse)      | [ 4 ]                     | Saturn  |
|               | LII     | Tarqeq      | 3.5                  | 18,009,000        | 887.48                                 | 2007              | Sheppard, Jewitt, Kleyna                                                        | Prograde irregular (Inuit)        | [ 4 ]                     | Saturn  |
|               | LIII    | Aegaeon     | 0.25                 | 167,500           | 0.808                                  | 2008              | Cassini Imaging Science Team Cassini–Huygens                                    | G-ring moonlet                    | [ 24 ]                    | Saturn  |
|               | —       | S/2004 S 7  | 3                    | 20,999,000        | 1,140.24 (r)                           | 2004              | Sheppard, Jewitt, Kleyna, Marsden                                               | Retrograde irregular (Norse)      | [ 3 ] [ 4 ]               | Saturn  |
|               | —       | S/2004 S 12 | 2.5                  | 19,878,000        | 1,046.19 (r)                           | 2004              | Sheppard, Jewitt, Kleyna, Marsden                                               | Retrograde irregular (Norse)      | [ 3 ] [ 4 ]               | Saturn  |
|               | —       | S/2004 S 13 | 3                    | 18,404,000        | 933.48 (r)                             | 2004              | Sheppard, Jewitt, Kleyna, Marsden                                               | Retrograde irregular (Norse)      | [ 3 ] [ 4 ]               | Saturn  |
|               | —       | S/2004 S 17 | 2                    | 19,447,000        | 1,014.70 (r)                           | 2004              | Sheppard, Jewitt, Kleyna, Marsden                                               | Retrograde irregular (Norse)      | [ 3 ] [ 4 ]               | Saturn  |
|               | —       | S/2006 S 1  | 3                    | 18,790,000        | 963.37 (r)                             | 2006              | Sheppard, Jewitt, Kleyna                                                        | Retrograde irregular (Norse)      | [ 4 ]                     | Saturn  |
|               | —       | S/2006 S 3  | 3                    | 22,096,000        | 1,227.21 (r)                           | 2006              | Sheppard, Jewitt, Kleyna                                                        | Retrograde irregular (Norse)      | [ 4 ]                     | Saturn  |
|               | —       | S/2007 S 2  | 3                    | 16,725,000        | 808.08 (r)                             | 2007              | Sheppard, Jewitt, Kleyna                                                        | Retrograde irregular (Norse)      | [ 4 ]                     | Saturn  |
|               | —       | S/2007 S 3  | 3                    | 18,975,000        | 977.8 (r)                              | 2007              | Sheppard, Jewitt, Kleyna                                                        | Retrograde irregular (Norse)      | [ 4 ]                     | Saturn  |
|               | —       | S/2009 S 1  | 0.15                 | 117,000           | 0.471                                  | 2009              | Cassini Imaging Science Team Cassini–Huygens                                    | B-ring moonlet                    | [ 25 ]                    | Saturn  |
|               | I       | Ariel       | 578.9 ± 0.6          | 190,900           | 2.520                                  | 1851              | Lassell                                                                         | Main group moon                   | [ 3 ] [ 4 ]               | Uranus  |
|               | II      | Umbriel     | 584.7 ± 2.8          | 266,000           | 4.144                                  | 1851              | Lassell                                                                         | Main group moon                   | [ 3 ] [ 4 ]               | Uranus  |
|               | III     | Titania     | 788.9 ± 1.8          | 436,300           | 8.706                                  | 1787              | Herschel                                                                        | Main group moon                   | [ 3 ] [ 4 ]               | Uranus  |
|               | IV      | Oberon      | 761.4 ± 2.6          | 583,500           | 13.46                                  | 1787              | Herschel                                                                        | Main group moon                   | [ 3 ] [ 4 ]               | Uranus  |
|               | V       | Miranda     | 235.8 ± 0.7          | 129,900           | 1.413                                  | 1948              | Kuiper                                                                          | Main group moon                   | [ 3 ] [ 4 ]               | Uranus  |
|               | VI      | Cordelia    | 20.1 ± 3             | 49,800            | 0.335                                  | 1986              | Terrile (Voyager 2)                                                             | Inner moon (shepherd)             | [ 3 ] [ 4 ]               | Uranus  |
|               | VII     | Ophelia     | 21.4 ± 4             | 53,800            | 0.376                                  | 1986              | Terrile (Voyager 2)                                                             | Inner moon (shepherd)             | [ 3 ] [ 4 ]               | Uranus  |
|               | VIII    | Bianca      | 25.7 ± 2             | 59,200            | 0.435                                  | 1986              | Smith (Voyager 2)                                                               | Inner moon                        | [ 3 ] [ 4 ]               | Uranus  |
|               | IX      | Cressida    | 39.8 ± 2             | 61,800            | 0.464                                  | 1986              | Synnott (Voyager 2)                                                             | Inner moon                        | [ 3 ] [ 4 ]               | Uranus  |
|               | X       | Desdemona   | 32.0 ± 4             | 62,700            | 0.474                                  | 1986              | Synnott (Voyager 2)                                                             | Inner moon                        | [ 3 ] [ 4 ]               | Uranus  |
|               | XI      | Juliet      | 46.8 ± 4             | 64,400            | 0.493                                  | 1986              | Synnott (Voyager 2)                                                             | Inner moon                        | [ 3 ] [ 4 ]               | Uranus  |
|               | XII     | Portia      | 67.6 ± 4             | 66,100            | 0.513                                  | 1986              | Synnott (Voyager 2)                                                             | Inner moon                        | [ 3 ] [ 4 ]               | Uranus  |
|               | XIII    | Rosalind    | 36 ± 6               | 69,900            | 0.558                                  | 1986              | Synnott (Voyager 2)                                                             | Inner moon                        | [ 3 ] [ 4 ]               | Uranus  |
|               | XIV     | Belinda     | 40.3 ± 8             | 75,300            | 0.624                                  | 1986              | Synnott (Voyager 2)                                                             | Inner moon                        | [ 3 ] [ 4 ]               | Uranus  |
|               | XV      | Puck        | 81 ± 2               | 86,000            | 0.762                                  | 1985              | Synnott (Voyager 2)                                                             | Inner moon                        | [ 3 ] [ 4 ]               | Uranus  |
|               | XVI     | Caliban     | 49                   | 7,231,000         | 579.73 (r)                             | 1997              | Gladman, Nicholson, Burns, Kavelaars                                            | Retrograde irregular              | [ 3 ] [ 4 ]               | Uranus  |
|               | XVII    | Sycorax     | 95                   | 12,179,000        | 1,288.3 (r)                            | 1997              | Gladman, Nicholson, Burns, Kavelaars                                            | Retrograde irregular              | [ 3 ] [ 4 ]               | Uranus  |
|               | XVIII   | Prospero    | 15                   | 16,256,000        | 1,978.29 (r)                           | 1999              | Gladman, Holman, Kavelaars, Petit, Scholl                                       | Retrograde irregular              | [ 3 ] [ 4 ]               | Uranus  |
|               | XIX     | Setebos     | 15                   | 17,418,000        | 2,225.21 (r)                           | 1999              | Gladman, Holman, Kavelaars, Petit, Scholl                                       | Retrograde irregular              | [ 3 ] [ 4 ]               | Uranus  |
|               | XX      | Stephano    | 10                   | 8,004,000         | 677.36 (r)                             | 1999              | Gladman, Holman, Kavelaars, Petit, Scholl                                       | Retrograde irregular              | [ 3 ] [ 4 ]               | Uranus  |
|               | XXI     | Trinculo    | 5                    | 8,504,000         | 749.24 (r)                             | 2001              | Holman, Kavelaars, Milisavljevic                                                | Retrograde irregular              | [ 3 ] [ 4 ]               | Uranus  |
|               | XXII    | Francisco   | 6                    | 4,276,000         | 266.56 (r)                             | 2001              | Holman, Kavelaars, Milisavljevic, Gladman                                       | Retrograde irregular              | [ 3 ] [ 4 ]               | Uranus  |
| bgcolor=black | XXIII   | Margaret    | 5.5                  | 14,345,000        | 1,687.01                               | 2003              | Sheppard, Jewitt                                                                | Prograde irregular                | [ 3 ] [ 4 ]               | Uranus  |
| bgcolor=black | XXIV    | Ferdinand   | 6                    | 20,901,000        | 2,887.21 (r)                           | 2001              | Holman, Kavelaars, Milisavljevic, et al.                                        | Retrograde irregular              | [ 3 ] [ 4 ]               | Uranus  |
|               | XXV     | Perdita     | 10                   | 76,417            | 0.638                                  | 1986              | Karkoschka (Voyager 2)                                                          | Inner moon                        | [ 4 ]                     | Uranus  |
|               | XXVI    | Mab         | 5                    | 97,736            | 0.923                                  | 2003              | Showalter, Lissauer                                                             | Inner moon                        | [ 4 ]                     | Uranus  |
|               | XXVII   | Cupid       | 5                    | 74,392            | 0.613                                  | 2003              | Showalter, Lissauer                                                             | Inner moon                        | [ 4 ]                     | Uranus  |
|               | I       | Triton      | 1353.4 ± 0.9         | 354,800           | 5.877 (r)                              | 1846              | Lassell                                                                         | Main group moon (retrograde)      | [ 3 ] [ 4 ]               | Neptun  |
|               | II      | Nereid      | 170 ± 25             | 5,513,400         | 360.14                                 | 1949              | Kuiper                                                                          | Prograde irregular                | [ 3 ] [ 4 ]               | Neptun  |
|               | III     | Naiad       | 33 ± 3               | 48,227            | 0.294                                  | 1989              | Terrile (Voyager 2)                                                             | Inner moon                        | [ 3 ] [ 4 ]               | Neptun  |
|               | IV      | Thalassa    | 41 ± 3               | 50,075            | 0.311                                  | 1989              | Terrile (Voyager 2)                                                             | Inner moon                        | [ 3 ] [ 4 ]               | Neptun  |
|               | V       | Despina     | 75 ± 3               | 52,526            | 0.335                                  | 1989              | Synnott (Voyager 2)                                                             | Inner moon                        | [ 3 ] [ 4 ]               | Neptun  |
|               | VI      | Galatea     | 88 ± 4               | 61,953            | 0.429                                  | 1989              | Synnott (Voyager 2)                                                             | Inner moon                        | [ 3 ] [ 4 ]               | Neptun  |
|               | VII     | Larissa     | 97 ± 3               | 73,548            | 0.555                                  | 1989              | Reitsema, Hubbard, Lebofsky, Tholen (Voyager 2)                                 | Inner moon                        | [ 3 ] [ 4 ]               | Neptun  |
|               | VIII    | Proteus     | 210 ± 7              | 117,647           | 1.122                                  | 1989              | Synnott (Voyager 2)                                                             | Inner moon                        | [ 3 ] [ 4 ]               | Neptun  |
|               | IX      | Halimede    | 31                   | 15,728,000        | 1,879.71 (r)                           | 2002              | Holman, Kavelaars, Grav, Fraser, Milisavljevic                                  | Retrograde irregular              | [ 3 ] [ 4 ]               | Neptun  |
|               | X       | Psamathe    | 20                   | 46,695,000        | 9,115.91 (r)                           | 2003              | Jewitt, Kleyna, Sheppard, Holman, Kavelaars                                     | Retrograde irregular              | [ 3 ] [ 4 ]               | Neptun  |
|               | XI      | Sao         | 22                   | 22,422,000        | 2,914.07                               | 2002              | Holman, Kavelaars, Grav, Fraser, Milisavljevic                                  | Prograde irregular                | [ 3 ] [ 4 ]               | Neptun  |
|               | XII     | Laomedeia   | 21                   | 23,571,000        | 3,167.85                               | 2002              | Holman, Kavelaars, Grav, Fraser, Milisavljevic                                  | Prograde irregular                | [ 3 ] [ 4 ]               | Neptun  |
|               | XIII    | Neso        | 30                   | 48,387,000        | 9,373.99 (r)                           | 2002              | Holman, Kavelaars, Grav, Fraser, Milisavljevic                                  | Retrograde irregular              | [ 3 ] [ 4 ]               | Neptun  |
|               | I       | Charon      | 603.6 ± 1.4          | 17,536            | 6.387                                  | 1978              | Christy                                                                         |                                   | [ 3 ] [ 4 ]               | Pluton  |
|               | II      | Nix         | 23–67.5              | 48,708            | 24.86                                  | 2005              | Weaver, Stern, Buie, et al.                                                     |                                   | [ 4 ]                     | Pluton  |
|               | III     | Hydra       | 30.5–83.5            | 64,749            | 38.20                                  | 2005              | Weaver, Stern, Buie, et al.                                                     |                                   | [ 4 ]                     | Pluton  |
|               |         | S/2011 P 1  | 6.5–17               | 59,000            | 32.1                                   | 2011              | Showalter (Hubble)                                                              |                                   | [ 26 ] [ 27 ]             | Pluton  |
|               | I       | Hiʻiaka     | 155                  | 49,500 ± 400      | 49.12 ± 0.03                           | 2005              | Brown et al.                                                                    |                                   | [ 28 ]                    | Haumea  |
|               | II      | Namaka      | 85                   | 39,000 (r)        | 34.7 ± 0.1 if e = 0                    | 2005              | Brown et al.                                                                    |                                   | [ 28 ]                    | Haumea  |
|               | I       | Dysnomia    | 175–245              | 37,370 ± 150      | 15.774 ± 0.002                         | 2005              | Brown, Rabinowitz, Trujillo et al.                                              | SDO moon                          | [ 30 ] [ 31 ] [ 32 ]      | Eris    |